# Aeropuerto de Kangiqsualujjuaq
El Aeropuerto de Kangiqsualujjuaq (del inglés: Kangiqsualujjuaq (Georges River) Airport) (IATA: XGR, OACI: CYLU) está ubicado a 1,2 MN (2,2 km; 1,4 mi) al noroeste de Kangiqsualujjuaq, Quebec, Canadá.

## Aerolíneas y destinos
- Air Inuit
  - Kuujjuaq / Aeropuerto de Kuujjuaq